# فاید
فاید شهر و شهرستانی در استان اسماعیلیه مصر است. جمعیت این شهر ۲۱٬۸۰۸ نفر است.

## منبع
- ویکی‌پدیای عربی، ۲۱ مارس ۲۰۰۷.